# Pseudocalamobius bispinosus
Pseudocalamobius bispinosus là một loài bọ cánh cứng trong họ Cerambycidae.